# Jozef Lenárt
Jozef Lenárt (3 de abril de 1923 em Liptovská Porúbka, Eslováquia - 11 de fevereiro de 2004 em Praga, República Checa) foi um político eslovaco. Serviu como primeiro-ministro da Checoslováquia entre 1963 e 1968, e como presidente interino do país entre 22 e 30 de março de 1968.